# Свети Йоан Предтеча (Каваки)
„Свети Йоан Предтеча“ (на гръцки: Τιμίου Προδρόμου) е православна църква в сярско село Каваки (Левкотопос), Егейска Македония, Гърция, енорийски храм на Сярската и Нигритска епархия на Вселенската патриаршия.
Църквата е гробищен храм, разположен в северния край на селото. Основният камък е положен през март 2005 година и е осветена на 10 май 2008 година от митрополит Теолог Серски и Нигритски. В архитектурно отношение е трикорабна базилика, украсена със стенописи.